# 1791 au Bas-Canada
Cet article traite des événements survenus en 1791 au Bas-Canada. 

## Événements

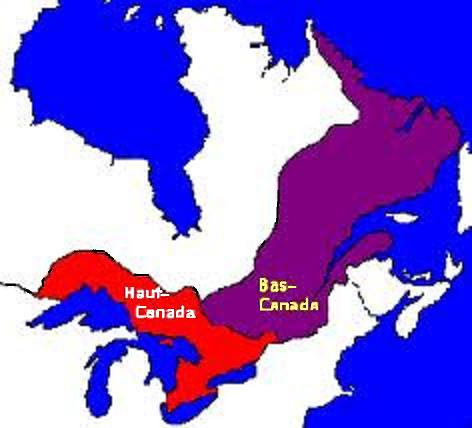
Le Haut et le Bas-Canada en 1791 après l'Acte constitutionnel.

- Arrivée à Québec de Édouard-Auguste de Kent, membre de la famille royale et fils du roi Georges III du Royaume-Uni. Il va habiter au Canada pendant quelques années et va loger à la plus ancienne résidence de Québec qui portera le nom de Maison Kent.
- 10 juin : sanction royale de l’Acte constitutionnel (en vigueur le 26 décembre) qui partage le pays, par la Rivière des Outaouais, en deux provinces : le Haut-Canada (Ontario) dont la majorité de la population comporte les loyalistes britanniques et le Bas-Canada (Québec), dont la majorité est française, qui conserve ses lois. Un Conseil législatif est créé dans les deux provinces à l’image de la Chambre des Lords, ainsi qu’une Assemblée élue pour quatre ans au suffrage censitaire et un Conseil exécutif. L’Église d’Angleterre reçoit une influence prépondérante et des terres, les Réserves du Clergé[1].
- 12 septembre : Guy Carleton, baron Dorchester est nommé Gouverneur général du Canada. Alured Clarke, lieutenant-gouverneur du Bas-Canada, et John Graves Simcoe, lieutenant-gouverneur du Haut-Canada[2].
- Construction du Fort de la Rivière Tremblante près de la Rivière Assiniboine par la Compagnie du Nord-Ouest.
- Les possessions britanniques d’Amérique du Nord (Canada) comptent 160 000 habitants à majorité d’origine française[1].

### Côtes du Pacifique
- George Vancouver entreprend une expédition à bord du HMS Discovery qui va le mener sur côte ouest de l'Amérique du Nord.
- 22 août : Expédition du Solide, le navire français commandé par Étienne Marchand arrive aux Îles de la Reine-Charlotte.
- L'espagnol Francisco de Eliza continue son exploration du Détroit de Juan de Fuca et découvre le Détroit de Géorgie séparant l'Île de Vancouver du continent.

## Naissances
- 5 janvier : Joseph Masson, homme d'affaires.
- 6 février : Charles Richard Ogden, premier ministre du Canada-Uni.
- 10 juillet : Wolfred Nelson, médecin, député et maire de Montréal.
- 28 novembre : John Cook, homme politique ontarien.

## Décès
- 27 août : Étienne Montgolfier, prêtre qui fut temporairement évêque de Québec.